# James Lambert
James Lambert, född 21 juli 1965, är en före detta brittisk skidhoppare som arbetar för UK Channel 4 TV-programmet The Jump. Lambert ställde officiellt British Ski Jumping-rekordet 93 m på Masters World Championships i Schweiz 2009.     

## Biografi
Lambert föddes i Rochdale, Storbritannien år 1965. Han lärde sig åka skidor vid 18 år, när han lämnade Storbritannien 1984 och flyttade till Garmisch-Partenkirchen, Tyskland. Han arbetade som bergguide och skidlärare och upptäckte skidhoppning. Han tränade på den olympiska stadion Garmish-Partenkirchen tills han nådde nivån för att kvalificera sig för internationell tävling.

## Skidkarriär
Lambert tävlade för Storbritannien under 1990-talet till 2011. Han var fem gånger brittisk mästare och representerade Storbritannien i FIS Nordic World Ski Championships 2011 som hölls i Oslo. Vid 46 år blev han den äldsta idrottaren att tävla i ett nordiskt VM.  En kontrovers skapades när British Ski Federation (BSS) bytte ut sin disciplin från Ski Jump till Nordisk kombination.[källa behövs] Han avslutade sin skidhoppskarriär 2011. 
Lambert var president för Masters Ski Jump (IMC - International Masters World Championships) från 2009 till 2012.

## TV-karriär
Lambert startade sin tv-karriär vid VM i Oslo 2011 där han kommenterade live för svenska Eurosport. År 2014 gick han med i Channel 4-laget som backhoppningsinstruktör för The Jump, en brittisk tv-serie som följer kändisar när de försöker behärska olika vintersporter.